# Цвибак, Михаил Миронович
Михаил Миронович (Меерович) Цвибак (7 (20) июня 1899, Мелитополь — 21 мая 1937, Ленинград) — советский историк, преподаватель факультета языкознания и материальной культуры ЛГУ, профессор Ташкентского университета, музейный работник, сотрудник ГАИМК.

## Биография

### Образование
Родился в Мелитополе в семье инженера-механика Мирона Михайловича (Меера Менделевича) Цвибака (1869—1925), выпускника ИМТУ 1893 года, и Софьи Иосифовны Барановой. Сестра — историк и библиограф Вера Мироновна Цвибак (1908 — не ранее 1960). В 1909—1917 годах учился в 5-й Санкт-Петербургской (Петроградской) гимназии, окончил с золотой медалью. В 1917 году был зачислен на Историко-филологический факультет Петроградского университета (с 1919 — факультет общественных наук).
С 1917 — член партии левых эсеров, с 1918 года — РКП(б). В конце 1919 года вступил в Красную армию, назначен инструктором политотдела укрепрайона № 4187 отдельной морской бригады Балтийского флота. В 1921 году — правительственный комиссар Петроградского университета. С этого же года по поручению Ленинградского губернского комитета направлен преподавать историю Средней Азии в Ленинградском отделении Коммунистической академии. Под руководством профессора С. В. Рождественского подготовил выпускную работу «Кормления в Московском государстве: историко-хозяйственные очерки». Первую печатную работу «Вотчинное хозяйство графа В. Г. Орлова» опубликовал в 1922 году. В 1923 году окончил обучение в университете.
По окончании университета, по рекомендации С. В. Рождественского направлен научным сотрудником второго разряда по секции русской истории в Исторический научно-исследовательский институт (1923), одновременно — сотрудник петроградского отделения Центрархива РСФСР и аспирант Научно-исследовательского института Коммунистического университета имени Г. Е. Зиновьева; с 1924 года — преподаватель общественных дисциплин и заведующий кабинетом-семинарием по русской истории в ЛГУ. В середине 1925 года принял активное участие в создании факультета языковедения (языкознания) и материальной культуры (Ямфак) и 16 июня был назначен заместителем декана этого факультета; в октябре того же года получил звание доцента факультета по кафедре русской истории. В 1925 году примкнул к «зиновьевской» оппозиции, в результате чего, продолжая числиться в ЛГУ (доцентом Ямфака, а, затем, историко-лингвистического факультета), в 1926 был «откомандирован в партийном порядке» в Ташкент и назначен профессором и заведующим кафедрой истории Среднеазиатского университета и преподавателем Среднеазиатского Коммунистического университета. В 1927—1930 — директор СРЕДАЗКОМСТАРИСА (комитета по делам музеев и охраны памятников старины, природы и искусства); в 1929—1930 управляющий Узбекским Центрархивом и директор Среднеазиатского Главного музея; в 1930 году — член правления Музея истории и революции (ныне — музей истории народов Узбекистана).

### Наступление на ташкентских ученых
Во время пребывания в Средней Азии активно занимался «идеологизацией» исторической науки. В частности возглавил травлю «бартольдовцев» — представителей местной школы востоковедения. В результате этой травли в следующем году были арестованы 11 преподавателей Ташкентского университета. Цвибак призвал ученых «пропитать свои научные изыскания органическим сознанием современности, увязать свою работу с высшим достижением европейской культуры — методом Маркса и Ленина». Первоначально оппозицию деятельности М. М. Цвибака возглавил молодой историк и археолог М. Е. Массон.
1 апреля 1927 года на заседании СРЕДАЗКОМСТАРИСа (САКСа) его директор М. М. Цвибак проинформировал членов организации о решении ликвидировать музейную и природоохранную секции САКСа. После назначения его на должность директора Среднеазиатского главного музея вся местная историческая и археологическая наука оказалась у него в руках. Затем он обвинил этнографа Н. В. Брюллову-Шаскольскую — бывшую временно исполняющей обязанности директора музея — в умышленном создании «нездоровой ситуации» в музее. Критиковал своих бывших соратников Н. М. Студеницкого и К. А. Ушарова. Подвергся критике и ещё один «оппозиционер» — вступившийся за Н. В. Брюллову-Шаскольскую Лев Ошанин.
Позднее, уже после возвращения Цвибака из Средней Азии, начатые им гонения продолжились, и в мае 1933 года были арестованы 11 профессоров и преподавателей Среднеазиатского университета (М. С. Андреев, М. Ф. Гаврилов, А. А. Гаррицкий, Д. С. Граменицкий, П. Е. Кузнецов, Н. Г. Маллицкий, А. В. Панков, А. А. Семенов, И. И. Умняков, Н. Н. Фиолетов, А. Э. Шмидт).

### В Ленинграде
В июне 1930 года М. М. Цвибак вернулся в Ленинград. К тому времени он обратил на себя внимание благодаря своей активности в Ташкенте, а также выступлением на проходившей в Грузии конференции о социально-экономических формациях с критикой доклада Т. Б. Берина «Об азиатском способе производства». Направлен на работу в ГАИМК. В 1930—1931 и 1932—1933 годах заведовал кафедрой на историческом факультете ЛИФЛИ.
Участвовал в разгроме научных школ академиков С. Ф. Платонова и Е. В. Тарле. В 1931 году на организованном Г. С. Зайделем в Ленинграде совместном заседании сотрудников Коммунистической академии и Общества историков-марксистов (29 января—16 февраля) происходило обсуждение действий дореволюционных историков. Зайдель зачитал доклад под названием «Тарле как историк», который посвятил разоблачению «вредительства на историческом фронте». Результатом заседания стало издание М. М. Цвибаком совместно с Г. С. Зайделем сборника, включавшего в себя «отречения» учеников С. Ф. Платонова и Е. В. Тарле от своих учителей.
С ноября 1932 года — заведующий феодальным сектором ГАИМК. В 1934 году был премирован «за высокое качество научной работы, за высокое методологическое руководство сектором».

## Репрессии
В 1935 году против М. М. Цвибака было организовано уголовное преследование. Он был исключен из партии, уволен из ГАИМК и ЛИФЛИ. Вторично «командирован» в Ташкент, но здесь работал недолго. В 1936 году направлен вновь в Ленинград, где предстал перед судом. Проходил по одному делу с Н. М. Маториным как «зиновьевец». В Ленинграде жил по адресу: В. О., 5-я линия, д.54, кв.5.
6 мая 1937 года намечен к репрессии по первой категории (расстрел) по представлению заместителя наркома внутренних дел, начальника 4-го отдела ГУГБ НКВД Я. С. Агранова. 20 мая 1937 года выездной ленинградской сессией Военной коллегии Верховного суда СССР приговорен по ст. 58-8 УК РСФСР к высшей мере наказания. Расстрелян на следующий день (21 мая 1937).

## Семья
Жена (с 1922 года) — историк-востоковед Ольга Борисовна (Вернеровна) Седергольм (27 октября 1900 Николайштадт — 7 ноября 1985 Петрозаводск); двое сыновей — Вадим (1922—1943) и Марат (1924—1999).

## Труды
- Из истории капитализма в России: хлопчато-бумажная промышленность в XX веке. Л., 1925.
- К плану археологических работ Средазкомстариса // ИСКМОПСИП. Ташкент, 1928.
- Социально-комплексный метод в краеведческом музее. Ташкент, 1928.
- Классовая борьба в Туркестане // ИМ. Ташкент, 1929. Кн. 11. С. 130—151.
- Октябрьская революция в Туркестане. Ташкент, 1930.
- Классовый враг на историческом фронте: Платонов и его школа. Л., 1931 (совм. с Г. С. Зайделем).
- Рабочие туземцы в Петрограде в 1917 году // Революция в Средней Азии: сборник. М.; Ташкент, 1931.
- Курс истории СССР эпохи феодализма (1932)
- Курс истории эпохи капитализма (1932)
- Выступление по докладу В. В. Струве «Проблема зарождения, развития и упадка рабовладельческих обществ древнего Востока» // ИГАИМК. Л., 1934. Т. 77. С. 154—157.